# Phakellia hooperi
Phakellia hooperi är en svampdjursart som beskrevs av Desqueyroux-Faúndez och van Soest 1997. Phakellia hooperi ingår i släktet Phakellia och familjen Axinellidae.
Artens utbredningsområde är havet kring Galapagosöarna. Inga underarter finns listade i Catalogue of Life.